# Stuha (moderní gymnastika)

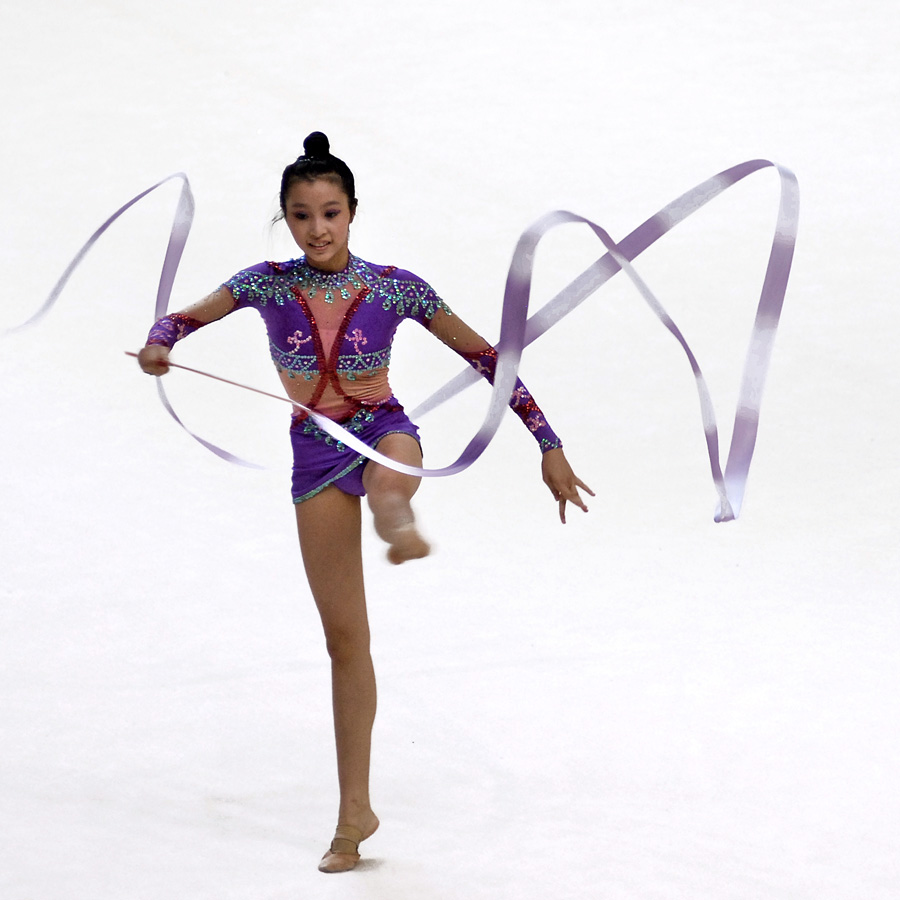
Gymnastka se stuhou

Stuha je jedním z náčiní v moderní gymnastice. Dalším náčiním v tomto sportu jsou míče, švihadla, kužele a obruče. Skládá se ze samotné stuhy a z tyčky, která je k ní přidělaná řetízkem.

## Povinné rozměry
- Šířka stuhy: 4-6cm
- Délka stuhy: 5-6m
- Délka tyčky: 50-60cm
- Průměr tyčky: 1cm